# Paul Gray (Skilangläufer)
Paul Gray (* 12. August 1969 in Melbourne) ist ein ehemaliger australischer Skilangläufer. 

## Werdegang
Gray lernte im Alter von acht Jahren, nachdem er mit seiner Familie nach Mount Beauty zog, das Skifahren und trat international erstmals bei den nordischen Skiweltmeisterschaften 1989 in Lahti in Erscheinung. Dort belegte er den 79. Platz über 15 km Freistil, den 74. Rang über 15 km klassisch sowie zusammen mit Anthony Evans, Tom Landon-Smith und Lee Bygrave den 17. Platz in der Staffel. Seine besten Platzierungen  bei den nordischen Skiweltmeisterschaften 1991 im Val di Fiemme waren der 53. Platz über 10 km klassisch und der 15. Rang mit der Staffel. Bei seinen ersten Olympischen Winterspielen im Februar 1992 in Albertville kam er auf den 73. Platz über 10 km klassisch, auf den 65. Rang in der Verfolgung und auf den 55. Platz über 50 km Freistil. Nach den Spielen wechselte er zum Biathlon, wobei er sich für die Olympischen Winterspiele 1994 in Lillehammer qualifizierte aber nicht für australische Team nominiert wurde. Im Jahr 1997 wechselte er wieder zum Skilanglauf und nahm bei den nordischen Skiweltmeisterschaften 1997 in Trondheim an vier Rennen teil. Sein bestes Resultat dabei war der 54. Platz über 50 km klassisch. Im Sommer 1997 gewann er den Kangaroo Hoppet. Letztmals international startete er im folgenden Jahr bei den Olympischen Winterspielen in Nagano. Dort belegte er den 88. Platz über 10 km klassisch und den 59. Rang über 50 km Freistil. Sein Bruder Mark Gray nahm im Skilanglauf an den Olympischen Winterspielen 1994 in Lillehammer teil.

## Teilnahmen an Weltmeisterschaften und Olympischen Winterspielen

### Olympische Spiele
- 1992 Albertville: 55. Platz 50 km Freistil, 65. Platz 15 km Verfolgung, 73. Platz 10 km klassisch
- 1998 Nagano: 59. Platz 50 km Freistil, 88. Platz 10 km klassisch

### Nordische Skiweltmeisterschaften
- 1989 Lahti: 17. Platz Staffel, 74. Platz 15 km klassisch, 79. Platz 15 km Freistil
- 1991 Val di Fiemme: 15. Platz Staffel, 53. Platz 10 km klassisch, 57. Platz 15 km Freistil, 60. Platz 30 km klassisch
- 1997 Trondheim: 54. Platz 50 km klassisch, 70. Platz 15 km Verfolgung, 73. Platz 30 km Freistil, 84. Platz 10 km klassisch